# 아이큐점프
《아이큐점프》(IQ JUMP)는 서울미디어코믹스에서 간행하는 대한민국의 소년 만화 잡지인데 원래 서울문화사에서 발행했으나  서울문화사가 2018년 3월 만화사업부를 서울미디어코믹스로 분사시킴에 따라 현재는 서울미디어코믹스에서 간행 중인데 서울미디어코믹스는 뒷날 카카오에서 지분을 대량 인수했다. 단행본 레이블은 〈아이큐점프 코믹스〉(IQ JUMP COMICS)이다.

## 개요
1988년 6월 30일에 등록되어 1988년 12월 8일에 대한민국 최초의 주간 소년 만화잡지로서 창간되었다. 일본의 만화 잡지 시스템을 도입한 대한민국 최초의 잡지로서, 이 잡지의 창간부터 잡지연재를 통한 만화출판이 활성화되었다.
1980년대까지 대본소 중심으로 이루어지던 대한민국 만화업계는 《아이큐점프》의 창간 이후로 급속히 소년 만화잡지 연재 및 단행본 발매 중심으로 개편되었다. 이후 1991년 대원동화에서 후발 주간지 《소년챔프》를 발간하며 대본소 시절 막혀있던 신인등용이 이 두 잡지와 여타 후발 만화잡지를 통해 활발하게 이루어지며 대한민국 만화계는 이윽고 전성기를 맞이하게 된다.
또한 그동안의 만화 월간지들(《만화왕국》, 《보물섬》 등)이 어린이를 위주로 한 데 반해, 청소년을 대상으로 한 만화를 연재하며 주 독자층 연령을 높였다. 초창기 작품인 《아마게돈》, 《제4지대》 등은 주제나 묘사 등이 청소년을 대상으로 했다는 것을 잘 보여준다.
1989년 12월 14일부터는 일본 《주간 소년 점프》의 연재작 《드래곤볼》을 수입하여 대성공을 거두며, 호당 50만부
의 경이적인 판매부수를 기록한 바 있다. 《아이큐점프》의 《드래곤볼》 수입과 히트는 일본 만화의 라이선스 수입이 활발하게 이루어지게끔 하는 계기를 마련, 만화시장의 외적 성장에 기여하게 된다. 그러나 일본 만화의 과도한 시장 점유의 시발점이 되었다는 견해도 있다. 또한, 일본 만화에 의한 시장확대와 잡지연재를 통해 대한민국산 만화 또한 전성기를 맞이하여 결과적으로는 좋은 공조관계가 성립되었다는 견해도 있다.
그 밖에도, 일찍부터 독자 취향층을 연령별, 성향별로 세분화시켜온 일본 만화와 그 잡지 시스템의 유입은 잇따라 《월간 코믹 점프(93년 3월 '월간 아이큐 점프'로 제호명 변경)》  《영점프》, 《빅점프》, 《밍크》, 《윙크》 등의 창간으로 이어지며(여기 언급된 것은 발행사인 서울문화사의 만화잡지이며, 다른 후발 만화잡지 출판사들도 이와 같은 세분화를 시작했다) 1990년대의 중요 경향성인 장르성의 공고화에 기여하였는데 《월간 아이큐 점프》가 95년 3월 폐간된 뒤 이 잡지의 담당 작가와 기자들을 주축으로 격주간 《샤크》가 창간되었으나 대부분 어린이 만화잡지들이 그랬던 것처럼 심한 폭력성 등으로 비난을 사자  불과 13호 만에 없어지는 수모를 겪은 바 있었다.
2014년 9월 통권 1,000호를 돌파하였다.

## 간행 주기
창간되었던 1988년 12월부터 2005년 6월 28일(2005년 제27호)까지 주간으로 발행되었으나, 잇따른 만화업계의 침체 때문에 다음 호인 28호(동년 7월 12일 발행)부터는 격주로(매월 1일 15일) 바뀐 동시에 제호명도 <격주간 점프>로 변경됐으며 2011년부터 현재 제호명으로 환원했고  2022년 7월호부터 월간으로 변경됐다.

## 그 외
- 이렇다할 증거는 없지만, 《아이큐점프》의 제호는 일본 인기 주간지 《주간 소년 점프》에서 온 것으로 추정되고 있다.

## 같이 보기
- 서울문화사
- 서울미디어코믹스